# Harper (Libéria)

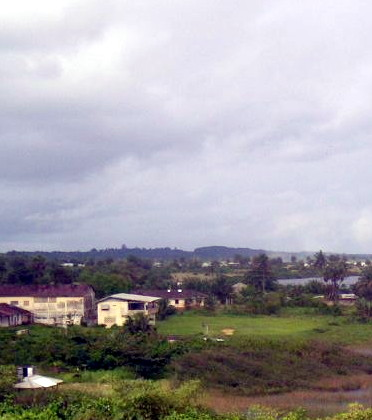
Harper em 2004

Harper, é uma cidade da Libéria capital do Condado de Maryland. É uma cidade litorânea entre o Oceano Atântico e o Rio Hoffman, é a 11ª maior cidade da Libéria, com uma população de 17.837 habitantes. 
Durante a década de 1970, Harper foi aterrorizada pelos assassinatos rituais de Maryland. Os crimes foram considerados "o caso de assassinato ritual mais notório da Libéria" devido ao número de assassinatos, ao envolvimento de altos funcionários do governo e às suas subsequentes execuções públicas.